# Tyrendarra
Tyrendarra est une localité du sud-ouest de l'État de Victoria, en Australie. Elle est divisée en deux entre le comté de Glenelg et le comté de Moyne. Elle est située sur le Princes Highway à 338 km au sud-ouest de la capitale de l'État, Melbourne. Au recensement de 2006, Tyrendarra et ses environs comptaient 243 habitants.

## Personnages clés
- Noel Fulford Learmonth (en) (1880–1970), écrivain ;
- Son fils, Charles Learmonth (en) (1917–1944).